# Роберт Дункан
Роберт С. Дункан (молодший) (народився 2 вересня 1955 р.) — американський астрофізик.

## Молодість і освіта
Дункан народився в Пенсаколі, штат Флорида, в 1955 році. Він виріс у Х'юстоні та Бостоні, де його батько грав ключову роль у проекті НАСА "Аполлон" . Пізніше Дункан (молодший) отримав ступінь бакалавра мистецтв з фізики в Дартмутському коледжі в 1977 році та докторську ступінь з фізики в Корнельському університеті в 1986 році. Він також навчався в Кембриджському університеті. Будучи студентом, Дункан був учасником змагань  і марафонцем .

## Кар'єра
З 1986 по 1988 рік Дункан був аспірантом у Прінстонському університеті. Разом з Крістофером Томпсоном він запропонував і розвинув теорію магнетарів  і отримав премію Бруно Россі за цю роботу в 2003 році . Дункан написав науково-дослідницькі статті про нейтронні зірки, наднові зірки, міжгалактичні газові хмари, випромінювання нейтрино дуже щільної матерії, МГД-динамо та подібні теми.